# Tombang Bustak
Tombang Bustak is een bestuurslaag in het regentschap Mandailing Natal van de provincie Noord-Sumatra, Indonesië. Tombang Bustak telt 1000 inwoners (volkstelling 2010).